# Wadzim Pihas
Wadzim Uładzimirawicz Pihas (biał. Вадзім Уладзіміравіч Пігас, ur. 8 sierpnia 2001 w Mińsku) – białoruski piłkarz grający na pozycji prawego obrońcy w rosyjskim klubie FK Niżny Nowogród i reprezentacji Białorusi.